# ミハイル・アレクサンドロヴィチ (トヴェリ大公)

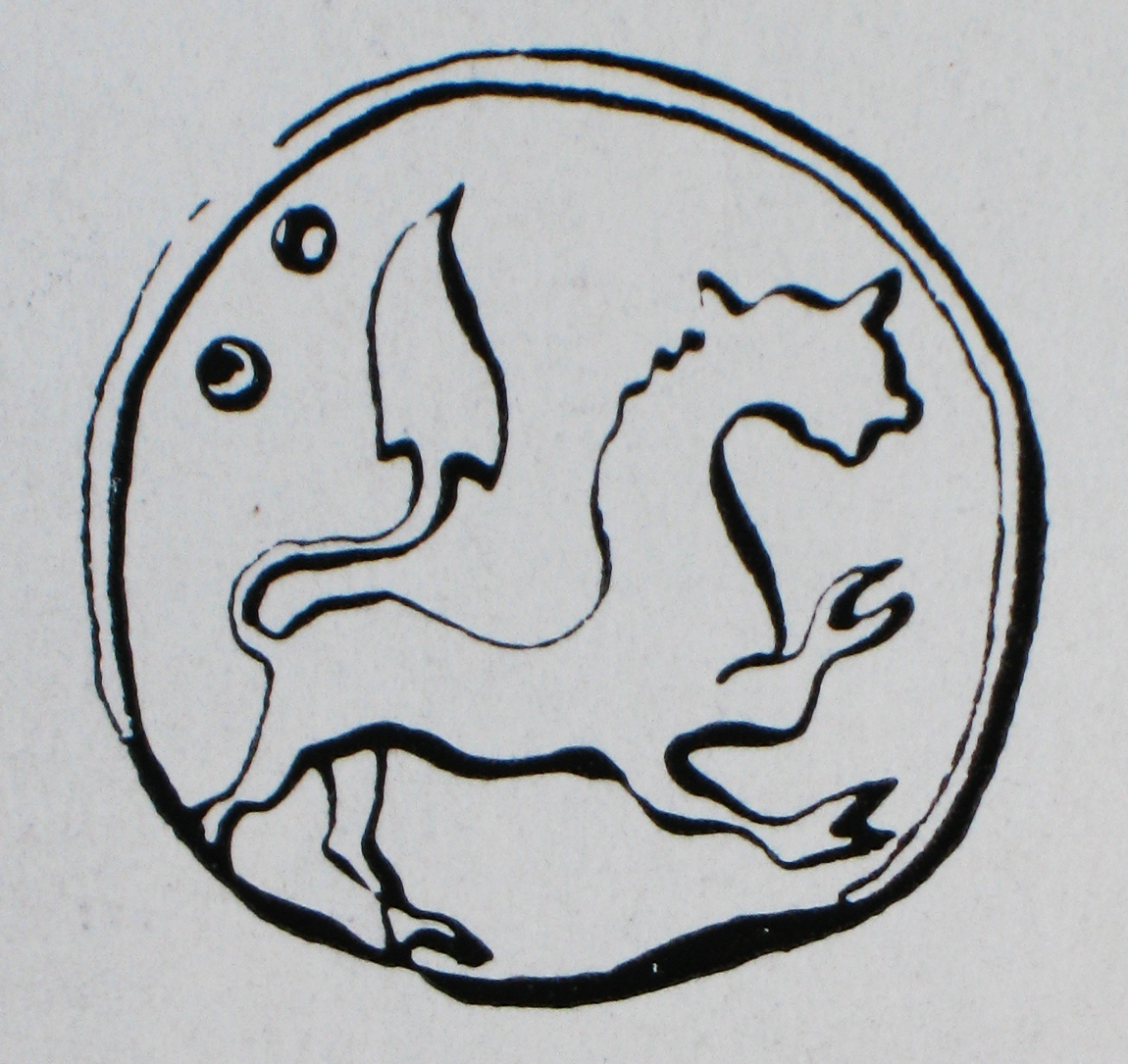
ミハイル・アレクサンドロヴィチのシール

ミハイル・アレクサンドロヴィチ（Михайл Александрович, 1333年 - 1399年）は、トヴェリ大公（在位：1368年 - 1399年）、父はアレクサンドル・ミハイロヴィチ、母はアナスタシア某。1340年頃からミクリン公。叔父ヴァシーリー・ミハイロヴィチの死後、トヴェリ大公位を継ぐ。息子には二人のアレクサンドル、イヴァン、ヴァシーリー、ボリス、フョードルがいる。1370年に一時的にウラジーミル大公になった。モスクワと争ったトヴェリ公としては、実質最後の公。

## 叔父及び従兄弟との争い、そしてトヴェリ大公へ
父のプスコフ逃亡中にプスコフで生まれる。その善良さが時の大公にして叔父であったヴァシーリーの妬みを買い、両者は不和に陥るが後に和解（1363年）。1364年にはペストで死去した従兄弟のセミョンからドロゴブシを遺贈されたが、セミョンの兄弟エレメイがこれに抗議し、最終的にトヴェリ主教の裁定を仰ぐ。主教ヴァシーリーは、ミハイルにドロゴブシの所有権を認める裁定を出す。
このようなミハイルの強大化は、大公ヴァシーリーとの再度の関係悪化を招く。ヴァシーリーは時のモスクワ大公ドミトリイ・ドンスコイに支援を求める。他方ミハイルはリトアニア大公国に支持を求めた。1366年には、ミハイルのリトアニア滞在中に、ミハイル支持に動いたトヴェリ市民を大公ヴァシーリーとエレメイが鎮定しようとするが、これは失敗におわる。リトアニアの支援を受けたミハイル麾下の軍勢はトヴェリを解放し、エレメイと大公ヴァシーリーの妃を捕らえ、ヴァシーリーの本拠地カシンに接近する。ここで和平が結ばれ、同時にミハイルはモスクワのドミトリイ大公、そしてエレメイとも和平を締結する。最終的にドロゴブシに対するミハイルの領有が確定する。
しかし、納得のいかないエレメイは、1367年にモスクワに逃亡し、大公ドミトリイに支援を求める。この機を逃さず、ドミトリイはエレメイの庇護を宣言する。ミハイルは府主教アレクシーの言葉を信じ、仲裁裁判のためにモスクワに行くが、これを大公ドミトリイが逮捕、投獄する。しかし、この裏切り行為に関してはタタールからも抗議を受け、ドミトリイはミハイルの釈放を余儀なくされる。両者は和解する。1368年にはトヴェリ大公ヴァシーリーが死去し、ミハイルはトヴェリ大公になる。

## モスクワとの戦い
ミハイルの大公就任を喜ばないモスクワのドミトリイはトヴェリに大軍を送り、それに抗することの出来ないミハイルはリトアニアに逃亡する。当時のリトアニア大公アルギルダスは、途中スモレンスク及びブリャンスク軍を加え、ミハイルと共にモスクワに向かい、11月にトロスナ川でドミトリイの前衛部隊を壊滅させ、モスクワに接近、これを包囲する。大公ドミトリイはクレムリンに立て籠もり、結局三日間の包囲に耐えきった。しかし、年代記によると、モスクワ近郊は、モンゴルの時以上に荒らされたという。最終的に両者は和解し、ここでやっと、ミハイルの従兄弟セミョンの遺贈が確定する。大公ドミトリイは、その後、裏切りを名目にスモレンスクとブリャンスクを攻めることになる。
しかしミハイルは、モスクワとの主導権争いがまだ続くことを予見し、1370年にトヴェリの町の外壁を強化する。まさに予想通り、同年、モスクワのドミトリイは和約を破棄して軍をトヴェリに送った。だがミハイルはリトアニアに逃亡、トヴェリはモスクワ軍により荒廃させられることになる。同年9月には、ドミトリイ自身が出陣し、ミクリン及びズブツォフを占領する。当時、リトアニア大公アルギルダスはドイツ騎士団との戦いに忙殺されており、トヴェリ支援に向かうことが出来なかった。ミハイルは、ここで、ハン国に援助を求めることにする。当時実権を握っていたママイは、分割して統治するというルーシ支配の大原則に則り、ミハイルにウラジーミル大公のヤルルィクを与える。モスクワ大公ドミトリイはミハイルを捕らえるよう命じるが、ミハイルは追っ手の手を逃れ、再度アルギルダスの支援を求め、リトアニアに行く。11月に大公アルギルダス、弟ケーストゥティス麾下の大軍はヴォロコラムスク近郊を荒廃させた後、モスクワを包囲する。一週間の包囲の後、セルプホフ公ウラジーミルによってモスクワは解放され、最終的に、アルギルダスとドミトリイは和約を締結する。ミハイルはウラジーミル大公の座から降りることを余儀なくされた。
何も得るところのなかったミハイル公は、1371年初頭に再度ハン国を訪れ、状況の改善を求めた。ママイは、再度彼に大公位を認めたが、しかし軍事援助は断固として拒否した。これにより、ミハイルの立場は一層悪化したと言える。モスクワのドミトリイはミハイルの失策にかこつけて、全ルーシに、ミハイルに非協力的態度をとるよう命令を出す。反モンゴル感情を利用したこの命令は効果を発揮し、その結果、ミハイルはウラジーミルの町への入場を住民から拒否された。ミハイルに同行していたママイの使節サルィホジャは、ペレヤスラヴリ・ザレスキーの町に軍を終結させていたモスクワのドミトリイに、ママイの命令に従うよう命じるが、ドミトリイはこれを拒絶する。加えてここでドミトリイの懐柔策により、サルィホジャはミハイルを放ったまま、ハン国に帰還してしまう。ミハイルはウラジーミルからヴェジェツキー・ヴェルフに、そしてノヴゴロドを目指すがそれは適わず、トヴェリに転進する。ミハイルは息子イヴァンをハン国に派遣し、モスクワのドミトリーを訴えた。そこでドミトリイはハン国に向かい、サルィホジャの援助を受けて自分を正当化し、大公のヤルルィクを得ることに成功する。次いでハン国からミハイルに対し、ここに至っては大公位から降りるよう伝令が来た。
この頃、ドミトリイの不在にあたり、ミハイルはモスクワを攻撃し、コストロマ、ウグリチ、ヴェジェツキー・ヴェルフを占領する。こうした卑怯な行為に、ノヴゴロドさえもモスクワと同盟する。
ドミトリイは帰国後、まずヴェジェツキー・ヴェルフを解放する。しかし、リャザン攻撃に軍を割いている間に、ミハイルはキストマを攻撃、ドミトロフを包囲、ペレヤスラヴリ・ザレスキーを占領する（1371/1372年の冬）。カシン公ミハイルがモスクワに逃亡してドミトリイと同盟したことを聞くやいなや、トヴェリ大公ミハイルはカシンを占領し、次いでトルジョークに向かい、自分の代官をおいて去る。ノヴゴロド軍がこれを解放すると、再度ミハイルはトルジョークを攻撃し、今度はトルジョークを破壊した。そしてついにアルギルダスと共に、またもやモスクワ攻撃を行うまでに至る。今回はドミトリイも攻撃を事前に察知し、リュベツク付近で両軍が衝突した。モスクワ軍は最初の衝突でリトアニア軍の前衛を打ち破り、アルギルダスは後退を余儀なくされる。その後数日間の対峙の後、二ヶ月ほどの休戦が締結される。これによりミハイルは大公国各地に配された代官の撤収を義務づけられる。彼はトヴェリに戻る。この頃、彼の敵であったカシン公ミハイルが死去。休戦期間が終わろうとする頃、ミハイルはトヴェリの回りに堀と土塁を巡らせ始める。しかし軍事活動は起こらなかった。当時、モスクワ軍はオカ川でハン国の軍の攻撃に備えていた。1373年末に、モスクワとトヴェリは平和条約を結び、当時モスクワに捕らわれていたミハイルの息子イヴァンをモスクワは身代金を取った上で解放する。ミハイルは、各地の代官を引き上げさせた。
この年、最後のモスクワ百人長の息子ヴェリヤミノフと商人ネコマトがモスクワからトヴェリに逃亡してくる。これが再度のモスクワとトヴェリとの衝突の原因になる。ヴェリヤミノフとネコマトはトヴェリとハン国で陰謀を巡らし、その結果、またもやハン国はミハイルにウラジーミル大公のヤルルィクを与えた。一方、ミハイル自身は支援を求めてリトアニアを訪れた。7月にミハイルはリトアニアとハン国の助けを借りてモスクワとの戦争開始を決断する。同時に、トルジョークとウグリチに軍を送った。しかし、リトアニアとハン国は約束を果たさず、ミハイル公は孤立無援になり、全北東ルーシを敵に回すことになる。ドミトリイはトヴェリを包囲し、その同盟者がミクリン等、他の町を焼いた。トヴェリ自体をドミトリイは落とすことが出来ず、町は長期にわたり包囲された。この頃、ノヴゴロド軍がズブツォフ、スターリツァ等を占拠。アルギルダスは若干の援軍をトヴェリに送ったが、敵方の軍の大きさにおののき、援軍は戻ってしまった。ミハイルは諦め、主教エフフィミーの仲介でモスクワと和平を結んだ。彼は、厳しい条件をのまざるを得なかった。ウラジーミル大公位に対する要求の取り下げ、カシンの独立の承認、ミハイルがカシンから購入した町の返還、トルジョークからの代官引き上げ、ノヴゴロドとモスクワの捕虜全員の釈放、自分をドミトリイの「弟」であると認めること、いつもモスクワを援助し、またリトアニアとは今後同盟しないこと。ここにおいて、ミハイル公は完全に敗退し、以後は、待遇改善等の要求のみを行うことになる。1375年末には息子イヴァンをリトアニアのケイスタスの娘に嫁がせた。このことは、ミハイルの力を回復させる可能性を有していたが、1377年にアルギルダスが、1381年にケイスタスが死去し、ミハイルの野望は実現しなかった。
1380年のクリコヴォの戦いへのミハイルの参加については、いくつかの説がある。ミハイルは戦いに参加しなかったとする史料もあれば、甥のイヴァンを戦いに派遣したとする史料もある。
1382年には、再度トヴェリを強化する機会が訪れた。すなわちカシン公ヴァシーリーが相続人を遺さずに死去した。また、クリコヴォの戦いの後、またトクタミシュのモスクワ攻撃でモスクワは疲弊していた。他方でミハイルは、トヴェリをハン国が攻めないよう多くの財をハン国に送り、自分の子アレクサンドルと共にハン国詣でをし、ウラジーミル大公位を彼に与えるよう求めた。ミハイルは一年をハン国で過ごしたが、彼の要求は満たされなかった。トクタミシュは伝統を墨守し、ドミトリイには大公国を、ミハイルにはトヴェリを与えることをミハイルに伝えた。彼は1383年にトヴェリに帰国する。ここでミハイルはルーシの盟主になる野望を完全に放棄し、以後はトヴェリの国内の問題に関心を有するようになった。

## 晩年のミハイル公
彼が特に注力したのが裁判の公正さの確保、そして治安の回復である。この観点から、ひたすら町を強化し、諸公との関係回復に努めた。1385年には息子ボリスとスモレンスク公の娘を結婚させ、別の息子ヴァシーリーをキエフ公ウラジーミルの娘と結婚させた。モスクワとも同様であり、息子フョードルを大貴族コブィリン家の娘と結婚させた。この家は、モスクワとトヴェリとの間の不和を幾度も取り除くことになる。次第にモスクワとの関係は良好になり、大公ヴァシーリー1世との条約では、ミハイルは「兄弟」として、つまりモスクワ大公と対等の地位であると認められるまでになった。
ミハイル公は1396年に最後のハン国詣でを行い、1399年には重病に倒れ、息子たちにトヴェリ公国を遺した。8月末に剃髪を受け、その一週間後に死去した。

## 家族
スーズダリ公コンスタンチン・ヴァシリエヴィチの娘エフドキヤを妃とし、6人の子を授かった。アレクサンドル（夭折）、イヴァン、アレクサンドル、ボリス、ヴァシーリー、フョードルである。ミハイル死後、トヴェリ大公になったのはイヴァンであった。